# Шевченківська сільська рада (Братський район)
Шевче́нківська сільська́ ра́да — адміністративно-територіальна одиниця та орган місцевого самоврядування у Братському районі Миколаївської області. Адміністративний центр — село Шевченко.

## Загальні відомості
- Населення ради: 698 осіб (станом на 2001 рік)

## Населені пункти
Сільській раді підпорядковані населені пункти:
- с. Шевченко
- с. Веселий Роздол
- с. Вікторівка
- с. Ясна Поляна

## Склад ради
Рада складається з 11 депутатів та голови.
- Голова ради: Шевченко Роман Іванович
- Секретар ради: Вовненко Майя Іванівна

### Керівний склад попередніх скликань
| Прізвище, ім'я, по батькові | Основні відомості                                                         | Дата обрання | Дата звільнення |
| --------------------------- | ------------------------------------------------------------------------- | ------------ | --------------- |
| Шевченко Роман Іванович     | Сільський голова, 1990 року народження, освіта вища неповна, безпартійний | 12.07.2017   |                 |
| Вовненко Майя Іванівна      | Секретар, 1967 року народження, освіта середня спеціальна, безпартійний   | 13.03.2009   |                 |

Примітка: таблиця складена за даними сайту Верховної Ради України

### Депутати
За результатами місцевих виборів 2010 року депутатами ради стали:

#### За суб'єктами висування
| Суб'єкт висування             | Кількість обраних депутатів | %    |
| ----------------------------- | --------------------------- | ---- |
| Партія регіонів               | 7                           | 58,3 |
| Комуністична партія України   | 2                           | 16,7 |
| Політична партія «Фронт Змін» | 2                           | 16,7 |
| Українська Народна Партія     | 1                           | 8,3  |

#### За округами
| № округу                      | Прізвище, ім'я, по батькові       | Дата визнання обраним | Освіта             | Партійна приналежність              | Відомості про обраного депутата                              |
| ----------------------------- | --------------------------------- | --------------------- | ------------------ | ----------------------------------- | ------------------------------------------------------------ |
| Комуністична партія України   |                                   |                       |                    |                                     |                                                              |
| 5                             | Каленюк Алла Олексіївна           | 04.11.2010            | вища               | член Комуністичної партії України   | Шевченківська загальноосвітня школа І-ІІ ст., вчитель        |
| 12                            | Лебідєв Микола Миколайович        | 04.11.2010            | середня            | член Комуністичної партії України   | тимчасово не працює                                          |
| Партія регіонів               |                                   |                       |                    |                                     |                                                              |
| 1                             | Вовненко Майя Іванівна            | 04.11.2010            | середня спеціальна | член Партії регіонів                | Шевченківська сільська рада, секретар                        |
| 2                             | Тимченко Юрій Олексійович         | 04.11.2010            | вища               | член Партії регіонів                | Шевченківська загальноосвітня школа І-ІІ ст., вчитель        |
| 3                             | Влас Ніна Костянтинівна           | 04.11.2010            | середня            | член Партії регіонів                | тимчасово не працює                                          |
| 4                             | Суровцев Олексій Володимирович    | 04.11.2010            | вища               | член Партії регіонів                | приватний підприємець                                        |
| 7                             | Шевченко Людмила Леонідівна       | 04.11.2010            | вища               | член Партії регіонів                | Шевченківська загальноосвітня школа І-ІІ ст., вчитель        |
| 8                             | Черепіна Валентина Петрівна       | 04.11.2010            | вища               | член Партії регіонів                | Шевченківська загальноосвітня школа І-ІІ ст., вчитель        |
| 9                             | Чередніченко Валерій Анатолійович | 04.11.2010            | середня            | член Партії регіонів                | Єланецька філія Баштанського сирзаводу, заготівельник молока |
| Політична партія «Фронт Змін» |                                   |                       |                    |                                     |                                                              |
| 10                            | Аксентьєва Тетяна Юріївна         | 04.11.2010            | середня спеціальна | член Політичної партії «Фронт Змін» | Шевченківський сільський будинок культури, директор          |
| 11                            | Генча Костянтин Миколайович       | 04.11.2010            | середня            | член Політичної партії «Фронт Змін» | Шевченківська сільська рада, охоронець                       |
| Українська Народна Партія     |                                   |                       |                    |                                     |                                                              |
| 6                             | Курсаненко Геля Павлівна          | 04.11.2010            | вища               | член Української Народної Партії    | пенсіонер                                                    |

## Населення
Згідно з переписом УРСР 1989 року чисельність наявного населення села становила 741 особа, з яких 364 чоловіки та 377 жінок.
За переписом населення України 2001 року в селі мешкало 698 осіб.

### Мова
Розподіл населення за рідною мовою за даними перепису 2001 року:
| Мова       | Відсоток |
| ---------- | -------- |
| українська | 83,09 %  |
| молдовська | 11,46 %  |
| російська  | 4,01 %   |
| вірменська | 0,72 %   |
| румунська  | 0,72 %   |